# LIVE VIDEO 3 Tokai No Rakuda Special at 日本武道館
『LIVE VIDEO 3 Tokai No Rakuda Special at 日本武道館』（ライブ・ビデオ・スリー・トカイ・ノ・ラクダ・スペシャル・アット・にほんぶどうかん）は、SUPER BEAVERの3作目のライブ映像作品。2018年7月25日に[NOiD]/murffin discsから発売された。

## 概要
2018年4月30日に日本武道館にて開催された「SUPER BEAVER 都会のラクダSP at 日本武道館」のライブ映像を収録。
当日GYAO!ストアで生中継されていたライブ映像とは別構成の映像で全曲がノーカットで収録され、ドキュメンタリー風のオフショットも収められる。また、Blu-ray Disc化は今作が初となる。
渋谷龍太（Vo）による書き下ろし小説第3弾と日本武道館の模様を収めたフォトブックをセットにした書籍「14年目のポップミュージック」が付属されている。

## 収録曲
1. 美しい日
  - 10thシングル表題曲
2. 証明
  - 4thフルアルバム収録曲
3. うるさい
  - 8thシングル表題曲
4. 正攻法
  - 5thミニアルバム収録曲
5. ファンファーレ
  - 5thミニアルバム収録曲
6. らしさ
  - 6thシングル表題曲
7. 赤を塗って
  - 5thフルアルバム収録曲
8. →
  - 3rdフルアルバム収録曲
9. 361°
  - 3rdフルアルバム収録曲
10. 歓びの明日に
  - 4thシングル表題曲
11. 27
  - 5thフルアルバム収録曲
12. 人として
  - 5thフルアルバム収録曲
13. シアワセ
  - 3rdシングル表題曲
14. 青い春
  - 9thシングル表題曲
15. 東京流星群
  - 4thミニアルバム収録曲
16. 秘密
  - 5thフルアルバム収録曲
17. ありがとう
  - 3rdフルアルバム収録曲
18. 愛する
  - 4thフルアルバム収録曲

≪アンコール≫
1. ラヴソング
  - 6thフルアルバム収録曲
2. それでも世界が目を覚ますのなら
  - 4thミニアルバム収録曲
3. 素晴らしい世界
  - 5thフルアルバム収録曲